# Rajd Arktyczny 1973
Rajd Arktyczny 1973 (8. Arctic Tunturiralli 1973) – 8 edycja rajdu samochodowego Rajd Arktyczny rozgrywanego w Finlandii. Rozgrywany był od 2 do 4 lutego 1973 roku. Była to pierwsza runda Rajdowych Mistrzostw Europy w roku 1973.

## Klasyfikacja rajdu
| Miejsce                      | Kierowca                     | Pilot                        | Samochód                     | Czas                         | Strata                       |                              |
| Klasyfikacja generalna i ERC | Klasyfikacja generalna i ERC | Klasyfikacja generalna i ERC | Klasyfikacja generalna i ERC | Klasyfikacja generalna i ERC | Klasyfikacja generalna i ERC | Klasyfikacja generalna i ERC |
| ---------------------------- | ---------------------------- | ---------------------------- | ---------------------------- | ---------------------------- | ---------------------------- | ---------------------------- |
| 1.                           | Timo Mäkinen                 | Erkki Salonen                | Ford Escort RS 1600 MKI      |                              | 0.0                          |                              |
| 2.                           | Markku Alén                  | Juhani Toivonen              | Volvo 142                    |                              |                              |                              |
| 3.                           | Pentti Airikkala             | Risto Virtanen               | Renault 12 Gordini           |                              |                              |                              |
| 4.                           | Tapio Rainio                 | Erkki Nyman                  | Saab 96 V4                   |                              |                              |                              |
| 5.                           | Pertti Kärhä                 | Seppo Siitonen               | Alfa Romeo 2000 GTV          |                              |                              |                              |
| 6.                           | Arto Huhtasalo               | Jukka Pietilä                | Volvo 142                    |                              |                              |                              |
| 7.                           | Martti Heiskanen             | Tapio Kyllönen               | Volvo 142                    |                              |                              |                              |
| 8.                           | Matti Johansson              | Reijo Hagström               | Volvo 142                    |                              |                              |                              |
| 9.                           | Pentti Ahonen                | Ensio Salonen                | BMW 2002                     |                              |                              |                              |
| 10.                          | Heikki Poranen               | Henry Pettersson             | Ford Escort 1300             |                              |                              |                              |